# راقوديات
الراقوديات أو الأسماك النائمة (الاسم العلمي Eleotridae)، فصيلة أسماك بحرية من قوبيونيات الشكل. تضم 180 نوًعا ضمن 34 جنسًا. منتشرة في معظم البحار الاستوائية لمنطقة المحيط الهادي الهندي.